# جون آشبيري
جون آشبيري (بالإنجليزية: John Ashbery)‏‏ (28 يوليو 1927 – 3 سبتمبر 2017)‏ هو شاعر، وكاتب، وأستاذ جامعي، وصحفي من الولايات المتحدة الأمريكية. ولد في روتشستر. كان عضوًا في الأكاديمية الأمريكية للفنون والآداب، والأكاديمية الأمريكية للفنون والعلوم. توفي يوم 3 سبتمبر 2017 عن عمر يناهز 90 سنة.

## الشعر
بدأ مشوار تعليمه الجامعي في أكاديمية دير فيلد [الإنجليزية]،مدرسة للأولاد، حيث قرأ شعراء مثل ويستن هيو أودن ووالاس ستيفنزوبدأ في كتابة الشعر. نُشرت اثنتان من قصائده في مجلة «شعر» من قبل زميل له في الفصل قدمها باسمه دون علم آشبيري أو إذنه.، تدرج في جامعة هارفارد، وجامعة نيويورك، وجامعة كولومبيا. وانتقل آشبيري في 1955 للعيش في فرنسا. حيث أمضى تسع مع صديقه الكاتب الفرنسي بيار مارتوري [الإنجليزية]، عند مكوثه في باريس ترجم عددا من القصائد الفرنسية إلى الإنجليزية. بعد رجوعه إلى الولايات المتحدة في عام 1965 عمل محررا وناقدا أدبيا لدى صحيفة نيويورك هيرالد تريبيون ومجلة نيويورك ومجلة نيوزويك». ودرس في العديد من الجامعات الأمريكية منذ بداية السبعينيات حتى تقاعده العام 2008، شغل منصب رئيس «الأكاديمية الأمريكية للشعراء» لسنوات عديدة.
عاش آشبيري في مدينة نيويورك وهدسون مع زوجه ديفيد كرماني. توفي لأسباب طبيعية في 3 سبتمبر 2017، في منزله في هدسون، عن عمر يناهز 90 عامًا.

## أعمال بارزة
من أهم أعماله:
- Self-portrait in a Convex Mirror.

## جوائز
حصل على جوائز منها:
- زمالة غوغنهايم
- National Book Award
- America Award in Literature
- جائزة بوليتزر عن فئة الشعر
- زمالة ماك آرثر
- Bollingen Prize
- Feltrinelli Prize.

## روابط خارجية
- جون آشبيري على موقع الموسوعة البريطانية (الإنجليزية)
- جون آشبيري على موقع مونزينجر (الألمانية)
- جون آشبيري على موقع ميوزك برينز (الإنجليزية)
- جون آشبيري على موقع إن إن دي بي (الإنجليزية)
- جون آشبيري على موقع ديسكوغز (الإنجليزية)